# Coliziunea Andromeda–Calea Lactee
Coliziunea dintre galaxiile Andromeda și Calea Lactee este o coliziune galactică prezisă să aibă loc în aproximativ 4 miliarde ani între cele mai mari două galaxii din Grupul Local: Calea Lactee (care conține Sistemul nostru Solar și implicit Pământul) și galaxia Andromeda; stelele ce vor fi implicate sunt suficient de îndepărtate una de alta încât este improbabil ca vreuna dintre ele să se ciocnească individual.

Astronomii au denumit această supergalaxie, rezultată din coliziunea dintre galaxiile Andromeda și Calea Lactee, Lactomeda.

## Incertitudine
Nu există, astăzi, nicio îndoială asupra faptului că cele două galaxii vor intra în coliziune.
Se poate măsura viteza radială a galaxiei Andromeda în raport cu Calea Lactee, examinând decalajul spre albastru al liniilor spectrale ale stelelor galaxiei, dar viteza transversală (sau „mișcarea proprie”) nu poate fi măsurată direct.
Astfel, s-a stabilit că galaxia Andromeda și Calea Lactee se apropie una de alta cu viteza de aproximativ 430.000 km/h (120 km/s).
Măsurătorile efectuate cu ajutorul telescopului Hubble, în 2002 și 2009, de echipa lui Roeland P. van der Marel, astrofizician al Institutului științific al telescopului spațial de la Baltimore (Statele Unite ale Americii), au scos în evidență că într-un plan al cerului, galaxia Andromeda se deplasează cu o viteză de 17 km/s.
Un satelit al Agenției Spațiale Europene, lansat în 2003, misiunea Gaia, este destinat măsurării pozițiilor stelelor din galaxia Andromeda, cu o precizie suficientă pentru a determina cu exactitate această viteză transversală.
Fondându-se pe cercetările profesorilor Chris Mihos de la Universitatea Case Western Reserve și Lars Hernquist de la universitatea Harvard, Frank Summers, de la Space Telescope Science Institute, a creat o infografie a evenimentului prezis.
Coliziunile dintre galaxii sunt relativ comune. Se crede, de exemplu, că Andromeda a intrat în coliziune cu cel puțin o altă galaxie, în trecut.

## Soarta Sistemului Solar
Doi oameni de știință de la Centrul Harvard-Smithsonian pentru Astrofizică au declarat că, atunci când, și chiar dacă, cele două galaxii se vor ciocni totul va depinde de viteza transversală a Andromedei. Pe baza calculelor actuale se prezice cu o șansă de 50%, că în fuzionarea galaxiilor, Sistemul Solar va fi „aruncat” la o distanță de trei ori mai mare de nucleul galactic decât localizarea sa actuală. Ei prezic, de asemenea, o șansă de 12% ca Sistemul Solar să fie scos din nou formata galaxie, cândva în timpul coliziunii. Un astfel de un eveniment nu ar avea nici un efect negativ asupra sistemului nostru și șansele de orice fel de perturbare a Soarelui sau planetelor este ținută la distanță. [9] [10]
Fără intervenție, în momentul în care cele două galaxii se vor ciocni, suprafața Pământului va fi deja mult prea fierbinte pentru ca apa lichidă să existe, anihilând toată viața terestră; fenomen care este în prezent estimat a se produce în aproximativ 3.750.000.000 de ani (3,75 miliarde de ani) datorită creșterii treptate a luminozității Soarelui (o creștere de 35-40% peste cea curentă).